# 시플라
시플라(Cipla)는 인도 뭄바이에 본사를 둔 인도의 다국적 제약기업이다. 시플라는 주로 호흡기 질환, 심혈관계 질환, 관절염, 당뇨병, 우울증 등 수많은 질환을 치료하기 위한 약물을 개발한다.
2014년 9월 17일 기준으로 시가총액은 ₹49,611.58에 달하며 시장 가치 부문에서 인도에서 42번째로 큰 공개 기업이다.

## 역사
1935년 시플라는 뭄바이에서 'The Chemical, Industrial & Pharmaceutical Laboratories'라는 사명으로 Khwaja Abdul Hamied에 의해 설립되었다. 1984년 7월, 이 기업의 사명은 '시플라 리미티드'(Cipla Limited)로 변경되었다.

## 같이 보기
- 복제약